# 宍粟市議会
宍粟市議会（しそうしぎかい）は、兵庫県宍粟市に設置されている地方議会である。

## 概要
- 定数：16人
- 任期：4年
- 議長：浅田雅昭（創政会）
- 副議長：今井和夫（宍志の会）

## 選挙制度
2005年（平成17年）に宍粟市が成立して以降、市長選挙と同日（概ね4年おきに実施される統一地方選挙の中間に当たる時期）に市議会議員選挙の投開票が行われている。2005年5月15日投開票の第1回市議選のみ合併前の旧4町を選挙区とする中選挙区制が導入されていたが、2009年（平成21年）5月3日投開票の第2回市議選以降は選挙区を廃止して全市を単一の選挙区とする大選挙区制へ移行した。
第1回市議選の選挙区ごとの定数は以下の通りであった。
- 山崎町(13) - 一宮町(7) - 波賀町(3) - 千種町(3)

選挙区定数は回を追うごとに削減が続いており、2017年（平成29年）4月30日投開票の第4回市議選では設置時より10少ない16となっている。2021年（令和3年）5月2日投開票の第5回市議選は、定数と立候補者数が同数となったため無投票となった。

## 運営
2023年3月現在。
- 議会運営委員会

### 常任委員会
- 総務経済常任委員会
- 文教民生常任委員会
- 予算決算常任委員会
- 広報広聴常任委員会

### 特別委員会
- 議会政治倫理審査会

## 会派
大半の議員は無所属で活動し、5会派に分かれている。政党の党籍を持つ議員は公明党が2名と共産党が1名で、自民党は2017年の選挙において党籍を持つ議員1名が落選した。
2022年（令和4年）1月に1名が死去、同年8月に1名が辞職したため、現在は欠員2となっている。
| 会派名                               | 議席数 | 所属党派    | 女性議員数 | 女性議員の比率(%) |
| ------------------------------------ | ------ | ----------- | ---------- | ----------------- |
| 創政会                               | 3      | 無所属      | 0          | 0                 |
| 政策研究グループ「グローカルしそう」 | 3      | 無所属      | 0          | 0                 |
| 公明市民の会                         | 2      | 公明党      | 0          | 0                 |
| 宍志の会                             | 2      | 無所属      | 0          | 0                 |
| ミライしそう                         | 2      | 無所属      | 0          | 0                 |
| 無所属                               | 2      | 1名は共産党 | 1          | 50                |
| 計                                   | 14     |             | 1          | 7.1               |

（2023年6月12日現在）